# Tribunal Regional Eleitoral do Rio de Janeiro
O Tribunal Regional Eleitoral do Rio de Janeiro (TRE-RJ), é um órgão da Justiça Eleitoral, com sede no Rio de Janeiro. O Tribunal tem competência para julgar, originariamente ou através de recursos, litígios de natureza eleitoral, no âmbito do Estado do Rio de Janeiro.

## História[1]
Em 1945 são criados os Tribunais Regionais do Distrito Federal e do Estado do Rio de Janeiro, enquanto que, à época, a cidade do Rio de Janeiro abrigava a capital do país. Em 1960 a capital do país é transferida para Brasília e o estado da Guanabara é criado abrangendo o antigo Distrito Federal. Para o novo estado é criado o TRE da Guanabara para suceder o então TRE do antigo Distrito Federal. em 1975 ocorre a fusão dos estados da Guanabara e do Rio de Janeiro, por consequência são unificados os TREs da Guanabara e do Rio de Janeiro, com a atual denominação de Tribunal Regional Eleitoral do Rio de Janeiro.
O TRE da Guanabara e depois do Rio de Janeiro ocupou o prédio situado na rua Primeiro de Março nº 66, de 1946 a 1995. O prédio sediou anteriormente o Tribunal Superior Eleitoral até sua transferência a nova capital, abrigou o Centro Cultural da Justiça Eleitoral a partir de 2008. A rua Primeiro de Março é parte do Corredor Cultural do Rio de Janeiro.

## Composição
O TRE-RJ não tem quadro próprio de juízes sendo constituído de desembargadores e juízes provindos das justiça do estado, justiça federal e juristas indicados pelo Tribunal de Justiça do estado.
A corte é composta por sete juízes membros.
O seu Presidente e Vice-Presidente são eleitos dentre os dois membros desembargadores, oriundos do Tribunal de Justiça do Estado do Rio de Janeiro. O Corregedor do Tribunal, por sua vez, será um dos dois juízes estaduais que compõem a Corte, através de indicação do Tribunal de Justiça do Estado.
Também integram a Corte um desembargador federal, indicado pelo Tribunal Regional da Segunda Região, e dois juristas, nomeados pelo Presidente da República em lista tríplice elaborada pelo Tribunal de Justiça do Rio de Janeiro.

## Censura do Brasil de Fato
Em 20 de outubro de 2018, fiscais do Tribunal Regional Eleitoral do Rio de Janeiro (TRE-RJ) apreendeu milhares de exemplares do Brasil de Fato que encontravam-se guardados na sede do Sindicato dos Petroleiros do Norte Fluminense (Sindipetro) em Macaé. A publicação tinha artigos sobre as propostas dos candidatos a presidente do Brasil, Fernando Haddad (PT-SP) e Jair Bolsonaro (PSL-RJ).
Para recolher as edições foram enviados polícia militares que segundo o TRE-RJ, fazima parte da equipe de fiscalização. Estes agiram de forma truculenta. A ação foi presenciada pelo funcionário do Sindipetro. Na nota divulgada pelo sindicato foi informado que os agentes tentaram pular a grade do sindicato para ter acesso aos ecemplares, também ameaçaram atirar na instituição, que encontrava-se fechada por estar fora do período de expediente.
A ordem de apreensão foi dada pelo juiz eleitoral Sandro de Araújo Lontra, que disse ter recebido uma denúncia considerou que "o pretenso jornal na verdade possui nítido propósito de propaganda eleitoral do candidato (...) Fernando Haddad, ao passo que contém matérias pejorativas ao seu adversário Jair Bolsonaro" e que a distribuição da publicação no Sindipetro evidenciaria "possível prática de propaganda eleitoral em bem de uso comum". Também foram recolhidas cópias do Boletim Nascente, do periódico semanal do sindicato.
"[N]inguém foi citado, apenas aconteceu a busca e apreensão, fora da normalidade (…) uma ofensa e uma agressão à liberdade de imprensa, de expressão e de opinião."— Patrick Mariano, advogado que representa o Brasil de Fato
A Associação Brasileira de Jornalismo Investigativo (Abraji) divulgou uma nota: 
A Abraji repudia o recolhimento dos exemplares do Brasil de Fato, um ato de censura incompatível com o regime democrático do país. A ordem do juiz Sandro de Araújo Lontra viola a garantia constitucional da liberdade de expressão. Como tal, deve ser revertida e os jornais, devolvidos à circulação."